# Berthold von Bohlen und Halbach

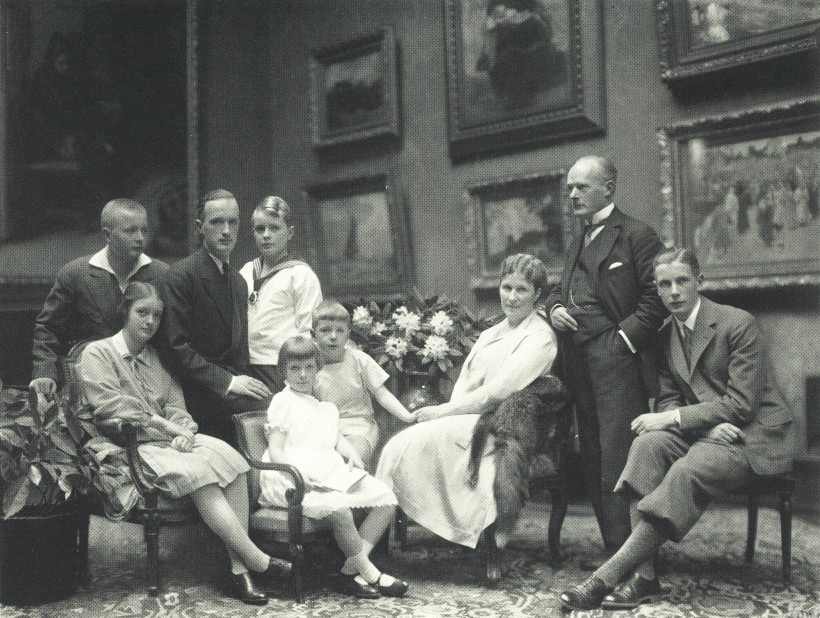
Porträt der Familie Gustav Krupp von Bohlen und Halbach 1928 von Nicola Perscheid. Berthold ist der erste von links.

Berthold Ernst August von Bohlen und Halbach (* 12. Dezember 1913 in Essen, Villa Hügel; gestorben 21. April 1987) war ein deutscher Industrieller und jüngerer Bruder von Alfried Krupp von Bohlen und Halbach. Er und seine sieben Geschwister stammten mütterlicherseits aus der Familie Krupp, väterlicherseits aus der Familie von Bohlen und Halbach.

## Leben

### Jugend und Ausbildung
Berthold war eines der acht Kinder von Gustav Krupp von Bohlen und Halbach und seiner Frau Bertha. Er verbrachte seine Jugend in der von seinem Urgroßvater, dem Stahlindustriellen Alfred Krupp, erbauten Villa Hügel in Essen-Bredeney.
Nach seinem Studienbeginn an der Universität München ließen die anglophil eingestellten Eltern ihn und seinen Bruder Claus gemeinsam mit dem Cousin Kurt von Wilmowsky, einem Sohn von Barbara Krupp und Tilo von Wilmowsky, in Oxford studieren.

### Kriegsfolgen und Erbfragen
Am 15. November 1943 wurden er, seine vier Geschwister, und Sita von Medinger (die Witwe seines 1940 gefallenen Bruders Claus), durch den von Hitler unterzeichneten „Erlaß des Führers über das Familienunternehmen der Firma Fried. Krupp“ vom Erbe ausgeschlossen, damit der älteste Bruder Alfried die Firma Krupp ohne Zahlung einer Erbschaftssteuer übernehmen konnte.
Während des Zweiten Weltkrieges war Berthold von Bohlen und Halbach als Stabsoffizier in Russland, meist fernab der Front, eingesetzt, oder er war in der Heimat in der Penicillin-Forschung tätig.
Das Ende des Krieges erlebten er und seine Eltern auf dem Familiensitz Schloss Blühnbach bei Salzburg. Seine Brüder Eckbert und Claus waren im Krieg gefallen, Alfried befand sich in alliiertem Gewahrsam und Harald in sowjetischer Gefangenschaft. Da sein Vater nach zahlreichen Schlaganfällen bettlägerig war, übernahm Berthold von Bohlen und Halbach zeitweilig die Leitung der Familie, ausgestattet mit einer Generalvollmacht seiner Mutter.
Berthold von Bohlen und Halbach kümmerte sich um die Verteidigung seines später für verhandlungsunfähig erklärten Vaters sowie seines Bruders Alfried, indem er mit Otto Kranzbühler einen Rechtsanwalt und Strafverteidiger aus dem Nürnberger Prozess als Interessenvertreter gewann. Kranzbühler vertrat die Interessen von Alfried, aber auch die der Familie in der Auseinandersetzung mit den Alliierten um die Wiedererlangung ihres Familienbesitzes. Für Kranzbühler war von Bohlen und Halbach während des Prozesses gegen Alfried häufig unterwegs, um entlastendes Material und Entlastungszeugen herbeizuschaffen. Außerdem gelang es ihm, durch „Anzapfung“ von Auslandskonten, die Familie in den Nachkriegswirren finanziell über Wasser zu halten.
Berthold von Bohlen und Halbach lebte einige Jahre in Essen-Bredeney in Hausgemeinschaft mit dem Essener Bildhauer und Maler Jean Sprenger. In dessen Villa wurde der Kontakt von Alfried zu Berthold Beitz hergestellt. Beitz war seinerzeit in leitender Funktion für die Signal Iduna in Hamburg tätig, und Sprenger hatte von ihm den Auftrag für eine repräsentative Skulptur bekommen, über deren Entstehen sich Beitz in Essen überzeugen wollte.
Berthold von Bohlen und Halbach heiratete Edith von Maltzan (1919–2009), die Tochter des deutschen Diplomaten der Weimarer Republik Ago von Maltzan. Aus dieser Ehe ging der Sohn Eckbert (* 24. März 1956) hervor, der seit 2004 mit der geschiedenen Gräfin Désirée von Ortenburg (* 1963), geborene Prinzessin von Hohenzollern, Tochter des Prinzen Johann Georg von Hohenzollern (1932–2016) und der Prinzessin Birgitta von Schweden (1937–2024), verheiratet ist.
Anfang der 1950er Jahre wurde sein im Krupp-Prozess verurteilter Bruder Alfried, nach dessen vorzeitiger Entlassung aus dem Kriegsverbrechergefängnis Landsberg im Mehlemer Vertrag verpflichtet, seinen drei weiteren noch lebenden Geschwistern sowie Arnold, dem Sohn des 1940 gefallenen Bruders Claus, jeweils eine Abfindung in Höhe von elf Millionen DM als Entschädigung für den Erbverzicht zu zahlen. Die Mehlemer Verträge sollten der Entflechtung des Krupp-Konzerns nach dem Krieg dienen.

### Investitionen und spätere Jahre
Berthold von Bohlen und Halbach investierte den größten Teil seiner Abfindung in verschiedene Industriebetriebe, unter anderem in die Wasag AG in Essen und die Jurid-Werke GmbH in Glinde bei Hamburg. Später nahm er seinen Bruder Harald, der 1955 als einer der letzten freigelassenen Kriegsgefangenen aus der Sowjetunion zurückgekehrt war, als gleichbeteiligten Partner auf. Heute wird die Bohlen Industrie GmbH von seinem Sohn Eckbert von Bohlen und Halbach geleitet.
1953 organisierten Berthold von Bohlen und Halbach und sein Onkel Tilo von Wilmowsky gemeinsam mit dem Folkwang-Museum die erste große Ausstellung auf der Villa Hügel, deren Erfolg (400.000 Besucher) der Beginn der neuen  Verwendung des repräsentativen Gebäudes war.

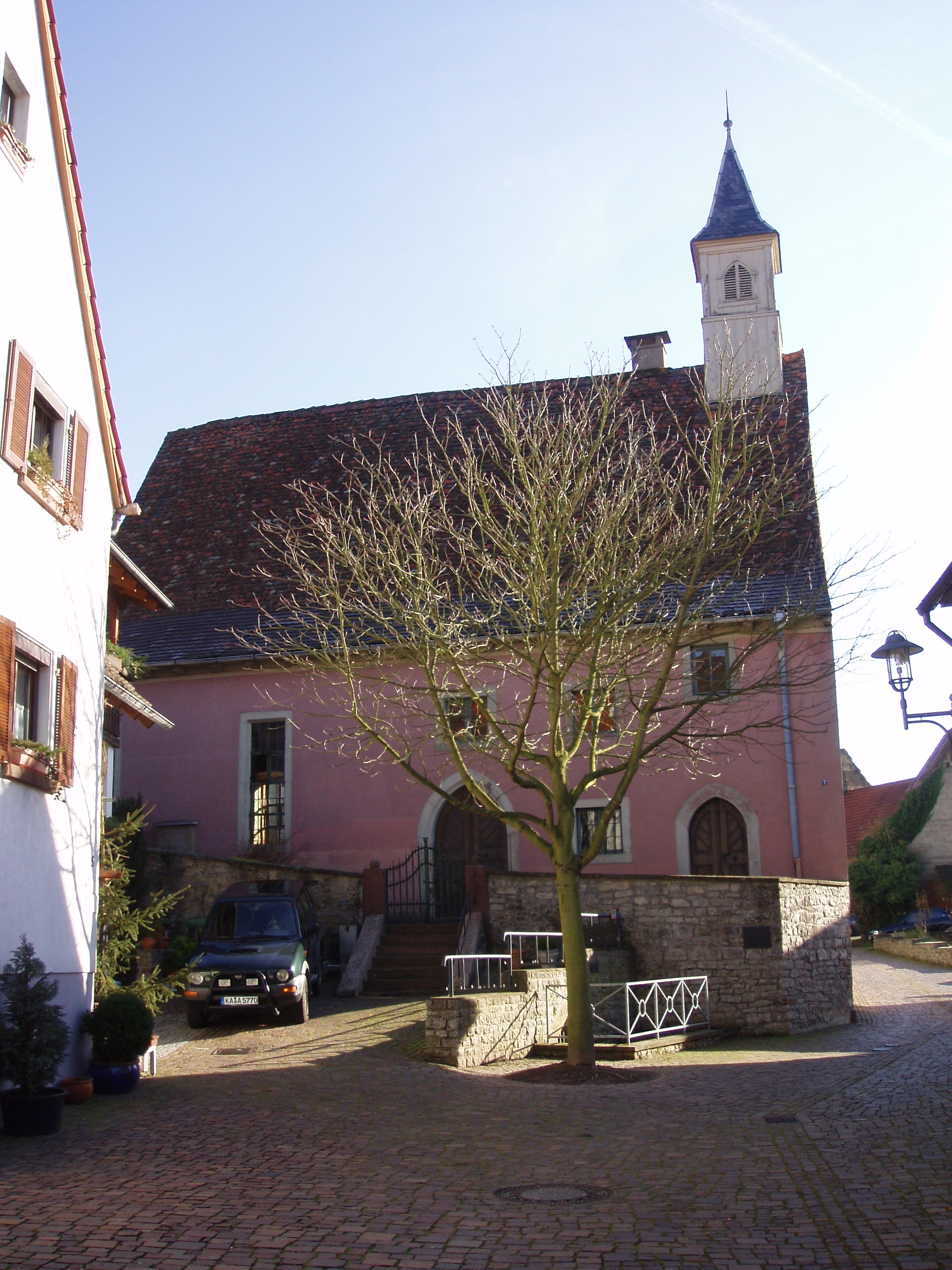
Die Schlosskapelle in Obergrombach

Ebenso wie die meisten damaligen und heutigen Familienmitglieder nahm Berthold von Bohlen und Halbach eine kritische Haltung zu Berthold Beitz ein, dessen Einfluss auf Alfried ihm stets missfallen hatte. In den 1990er Jahren versuchten sein Sohn Eckbert und andere Mitglieder der nächsten Generation vergeblich, einen ständigen Sitz für die Familie im Kuratorium der Alfried Krupp von Bohlen und Halbach-Stiftung gerichtlich zu erstreiten.
Das Grab von Berthold von Bohlen und Halbach liegt am Familiensitz im Schloss Obergrombach, in einem Stadtteil von Bruchsal.

## Ehrungen
In Essen ist die Bertholdstraße nach ihm benannt.
In Magdeburg, wo sich die Krupp-Tochterfirma Friedrich Krupp AG Grusonwerk befand, wurde ihm 1938 der Berthold-Privatweg gewidmet (seit 1945 Ahornweg).